# Looking High, High, High
Chansons représentant le Royaume-Uni au Concours Eurovision de la chanson
Sing, Little Birdie
(1959) Are You Sure?
(1961)
Looking High, High, High est la chanson représentant le Royaume-Uni au Concours Eurovision de la chanson 1960. Elle est interprétée par le chanteur Bryan Johnson.

## Histoire
La chanson est la première de la soirée, précédant Alla andra får varann interprétée par Siw Malmkvist pour la Suède. La chanson termine deuxième, avec 25 points, sur les treize participants.
La chanson atteint la 20e place du UK Singles Chart.